# Athyrium platyneuron
Athyrium platyneuron là một loài dương xỉ trong họ Athyriaceae. Loài này được Shafer mô tả khoa học đầu tiên năm 1901.
Danh pháp khoa học của loài này chưa được làm sáng tỏ. 